# La Capilla (Miguel Checa)
La Capilla es un caserío peruano ubicado en el distrito de Miguel Checa, perteneciente a la provincia de Sullana del departamento de Piura, al norte del Perú. En el 2017 tenía una población de 41 habitantes.